# Matka i córka
Matka i córka (wł. La ciociara) – włosko-francuski dramat wojenny z 1960 roku w reżyserii Vittoria De Siki, będący ekranizacją powieści Alberta Moravii pod tym samym tytułem.

## Fabuła
Lato 1943 w bombardowanym przez aliantów Rzymie. Wdowa Cesira, właścicielka małego sklepu spożywczego, mieszka z córką, trzynastoletnią Rosettą. W obawie przed wojną postanawiają opuścić swój dom i schronić się w małej wiosce w górach. Po drodze matka i jej dorastająca córka spotykają Michelego, nieśmiałego chłopaka o wyraźnie antyfaszystowskich poglądach. Michele skrycie zakochuje się w Cesirze, będąc jednocześnie obiektem westchnień nastoletniej Rosetty.
Wojna zaczyna się kończyć i obie rzymianki wyruszają w podróż powrotną do wiecznego miasta. Niestety dochodzi do tragedii. Cesira i jej córka wpadają w ręce marokańskich żołnierzy, co będzie początkiem ich cierpień. Dochodzi do gwałtu. Traumatyczne przeżycia okażą się niezwykle ważne, również dla wzajemnych relacji matki i córki.

## Obsada
- Sophia Loren – Cesira
- Jean-Paul Belmondo – Michele Di Libero
- Eleonora Brown – Rosetta
- Carlo Ninchi – Filippo Di Libero
- Andrea Checchi – faszysta
- Pupella Maggio – wieśniaczka
- Emma Baron – Maria
- Bruna Cealti – przesiedlona kobieta
- Antonella Della Porta – oszalała matka
- Mario Frera – Peppuccio
- Franco Balducci – Niemiec w stogu siana
- Raf Vallone – Giovanni
- Curt Lowens – niemiecki oficer baterii przeciwlotniczej
- Luciano Pigozzi – małpiszon
- Ettore Mattia – pasażer w pociągu
- Vincenzo Musolino – mały Alessandro
- Renato Salvatori – kierowca ciężarówki Florindo[2]

## Produkcja
Zdjęcia kręcono we włoskim regionie Lacjum w następujących lokacjach:
- Rzym (m.in. dworzec kolejowy Roma Tiburtina);
- prowincja Frosinone (Vallecorsa);
- prowincja Latina (Fondi, Itri, Sermoneta, Sperlonga);
- prowincja Rzym (Cerveteri, Saracinesco)[3].